# Nealcidion simillimum
Nealcidion simillimum là một loài bọ cánh cứng trong họ Cerambycidae.